# Jockeyklubben
Jockeyklubben är en klubb bildad 1890 för att organisera galoppsporten i Sverige.